# Aegirine

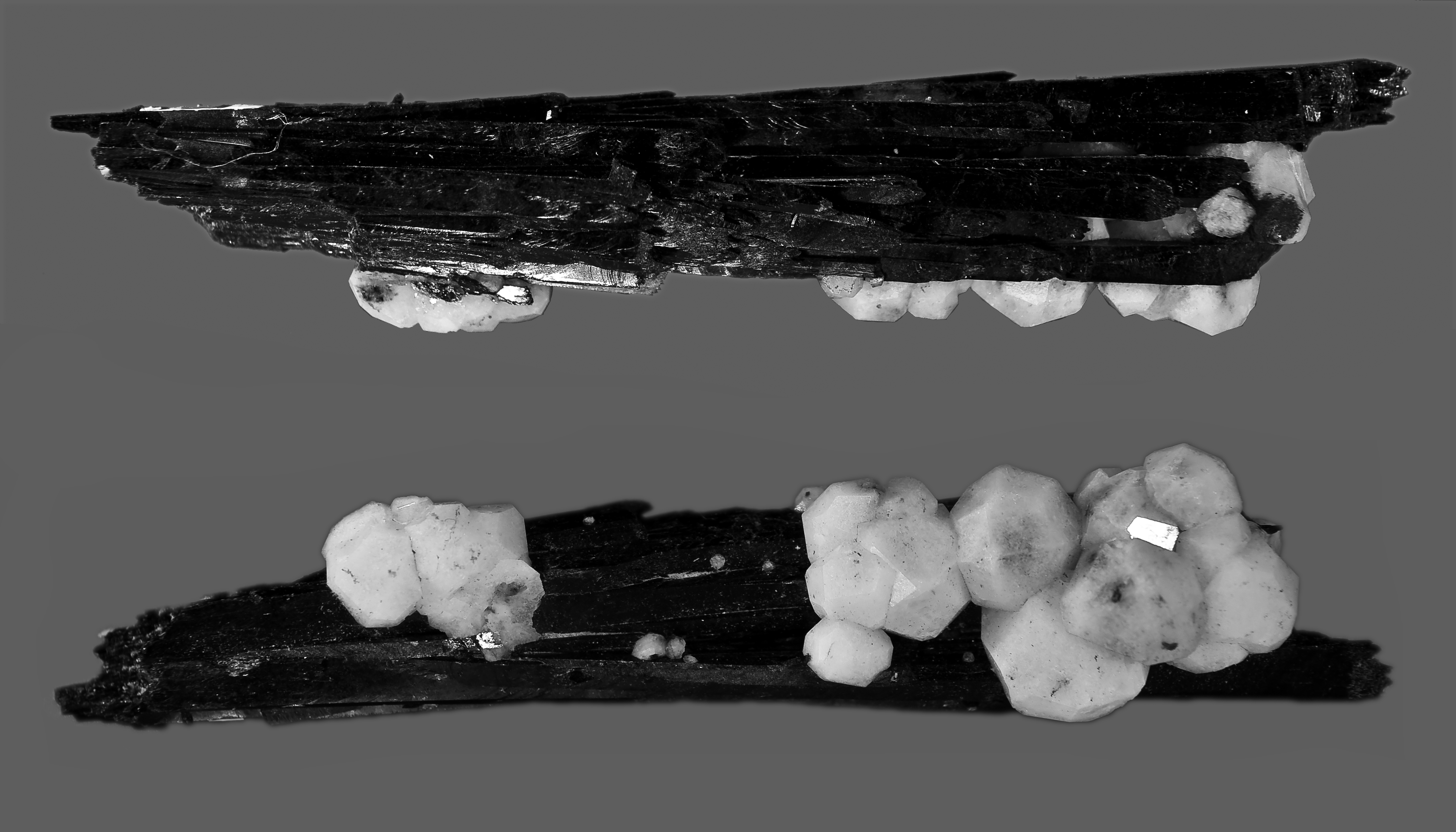
Aegirine et analcime - Mont Saint-Hilaire Québec - 6 cm

L'aegirine est une espèce minérale du groupe des silicates sous-groupe des inosilicates famille des pyroxènes sous-famille des clinopyroxènes, de formule NaFe3+Si2O6 avec des traces de  Al;Ti;V;Mn;Mg;Ca;K;Zr;Ce;TR. Les cristaux zonés d'ægirine sont très communs et l'altération en chlorite est fréquente, plus rare en épidote. Certains cristaux peuvent atteindre 35 cm. Elle est le pôle sodique de la série Aegirine - augite.

## Inventeur et étymologie
Décrite en partie par P. Ström, sous le terme d'achmite en 1821 c'est la description de Jöns Jacob Berzelius en 1835 qui fait référence. Le nom du minéral s'inspire d'Ægir, dieu scandinave de la mer.

## Topotype
Rundemyr, Nedre Eiker, Buskerud, Norvège et Låven (Skådön; Lamö; Lamanskjaer), Langesundsfjorden, Larvik, Vestfold, Norvège.

## Cristallographie
- Les paramètres de la maille sont : a = 9.65, b = 8.79, c = 5.29, Z = 4; bêta = 107.5° V = 427.95
- Densité calculée = 3,59

## Gîtologie
Constituant typique des syénites néphéliniques, de leurs équivalents effusifs et de leurs pegmatiques où l'ægirine peut exister en grands cristaux.

### Minéraux associés
aenigmatite, analcime, apophyllite, arfvedsonite, astrophyllite, catapléiite, eudialyte, néphéline, riébeckite, sérandite.

## Synonymie
- achmite (Ström P. 1821) [6]
- acmite[7]
- aegerine, aegerite
- aegirite
- agirine
- jadeite-aegirine (synonyme anglo-saxon)

## Variétés
- urbanite (Sjögren) [8]: Variété déclassée du rang d'espèce en 1988 par l'IMA. Trouvée en Suède à Langban et à Nyberg, mais aussi au Japon Noda-Tamagawa, ile de Honshu[9].
  - Synonymie pour urbanite

  - jernschefferite[10]
  - lindésite ( L.J.Igelsrtröm 1884) [11]
- acmite vanadifère (syn.vanadian-aegirine) : variété d'aegirine riche en vanadium de formule Na(Fe,V)Si2O6.

## Gisements remarquables
- Algérie
  - Tin Zebane, Hoggar, Tamanghasset
- Canada 
  - Poudrette, Mont Saint-Hilaire, comté de Rouville, Montérégie, Québec[12]
- États-Unis
  - Powder House Hill, Essex, Comté d'Essex, Massachusetts[13]
  - Washington Pass, Golden Horn Batholith, Comté d'Okanogan, Washington[14]
- France
  - Valette, Riom-ès-Montagnes, Cantal, Auvergne[15]
  - Azinières, Saint-Beauzély, Millau, Aveyron, Midi-Pyrénées [16]
  - Mont-Cruzeau, Montgenèvre, Briançon, Hautes-Alpes, Provence-Alpes-Côte d'Azur [17]
- Malawi
  - Mt Malosa, Zomba District[18]
- Norvège
  - Rundemyr, Øvre Eiker, Buskerud : topotype[19]
- Suède
  - Långban, Filipstad, Värmland [20]
- Zambie
  - Mbolwe Hill, Mkushi River area, Central Province

## Galerie

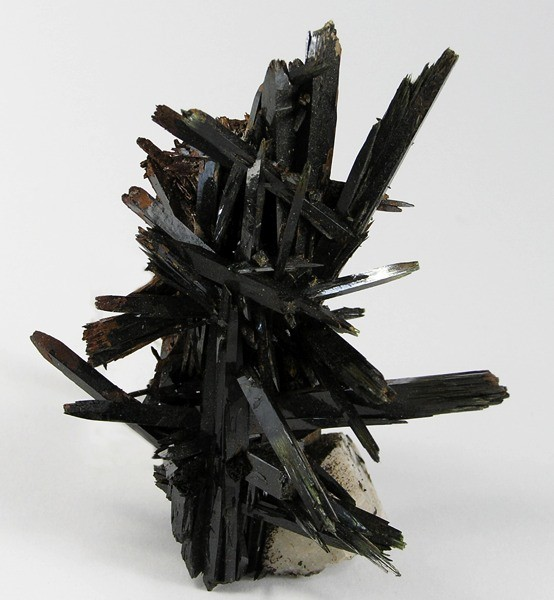
Aegirine  Mont Malosa, Malawi
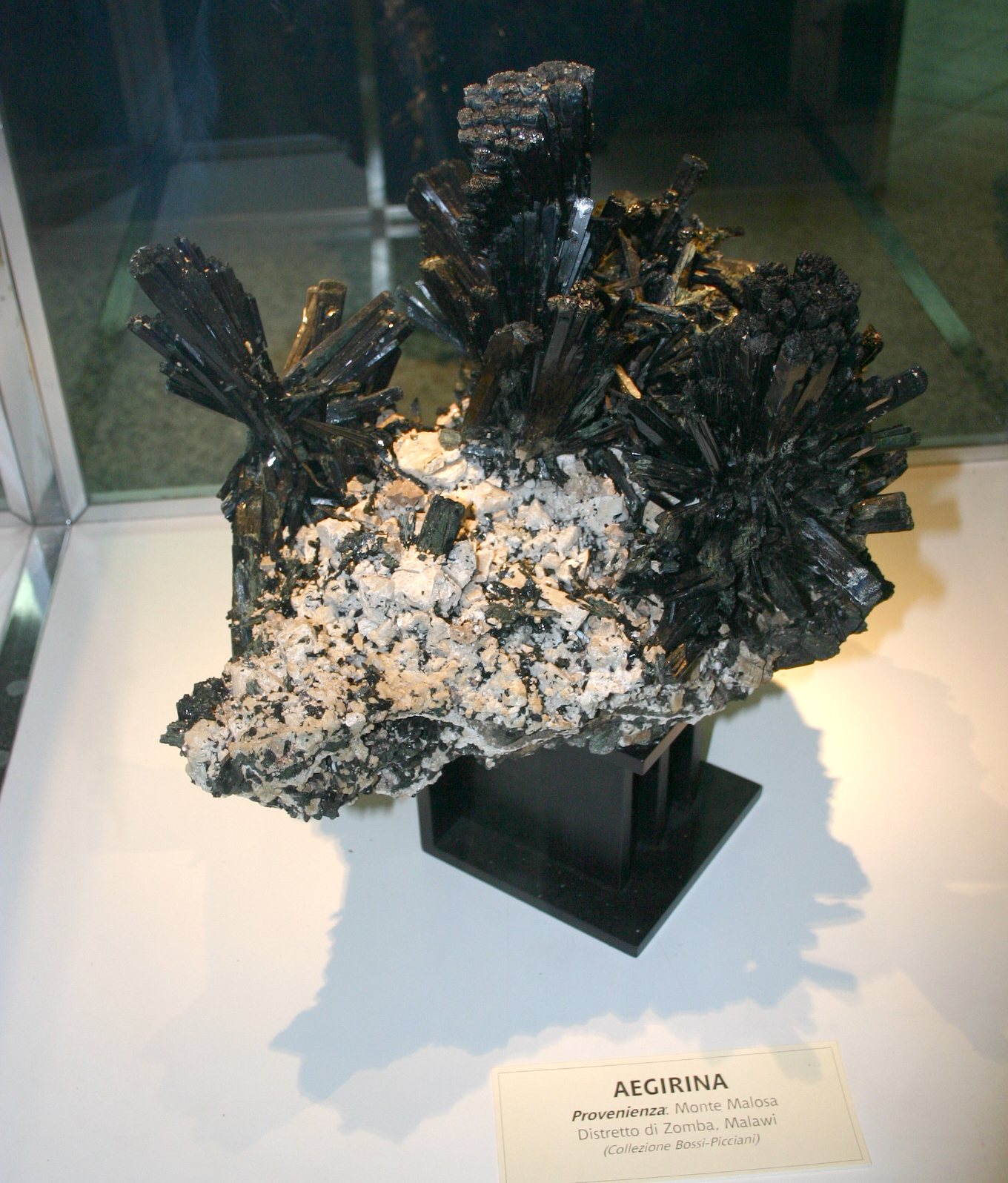
Aegirine Malawi Muséum de Milan
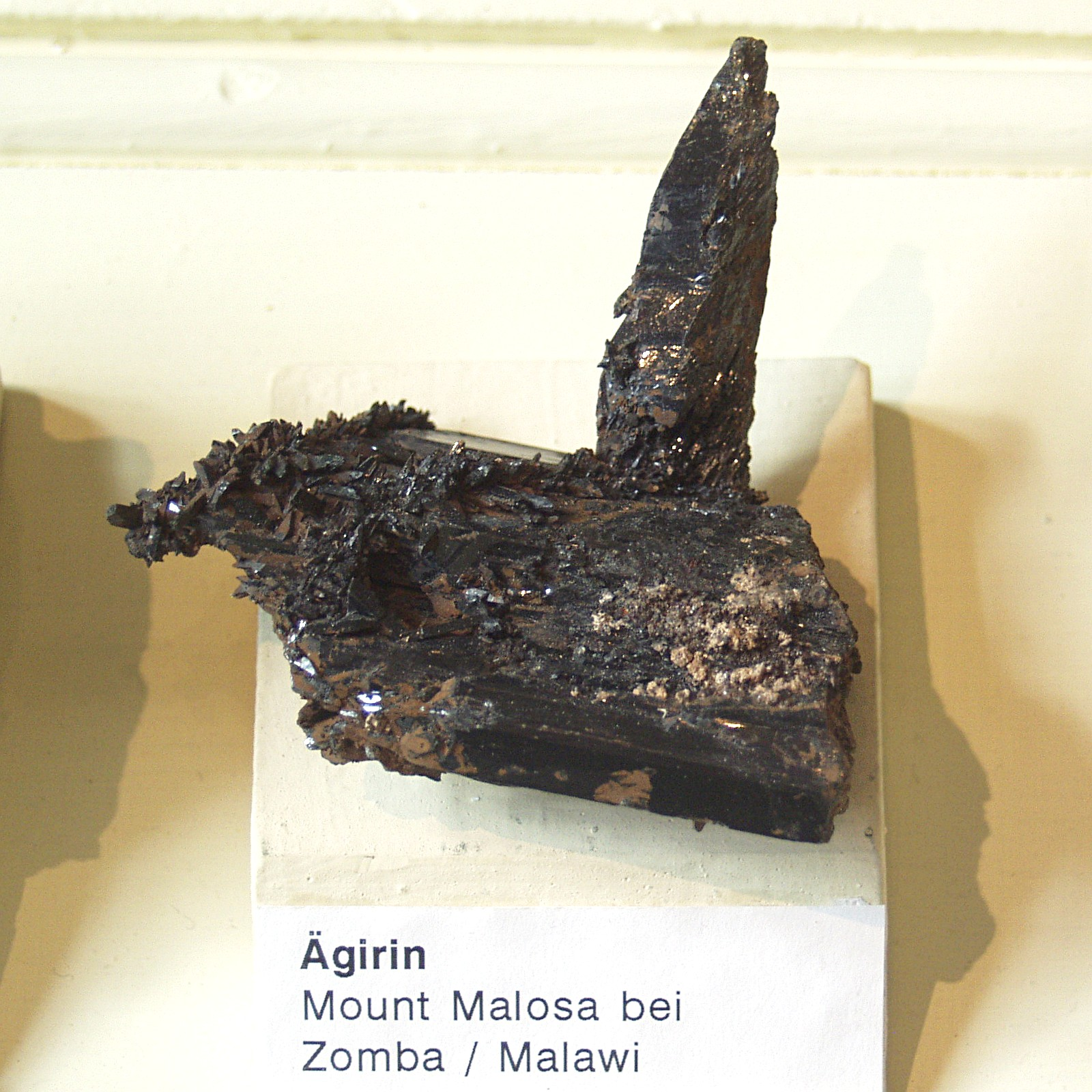
Aegirine Malawi Muséum de Berlin
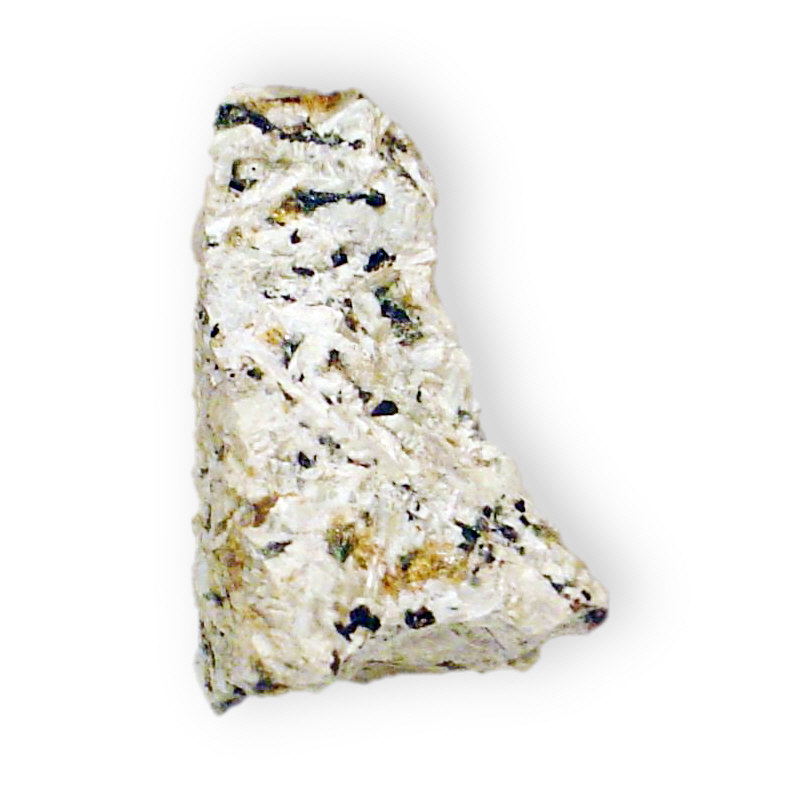
Aegirine Magnet Cove Hot Springs County Arkansas